# 拉姆施塔爾峰

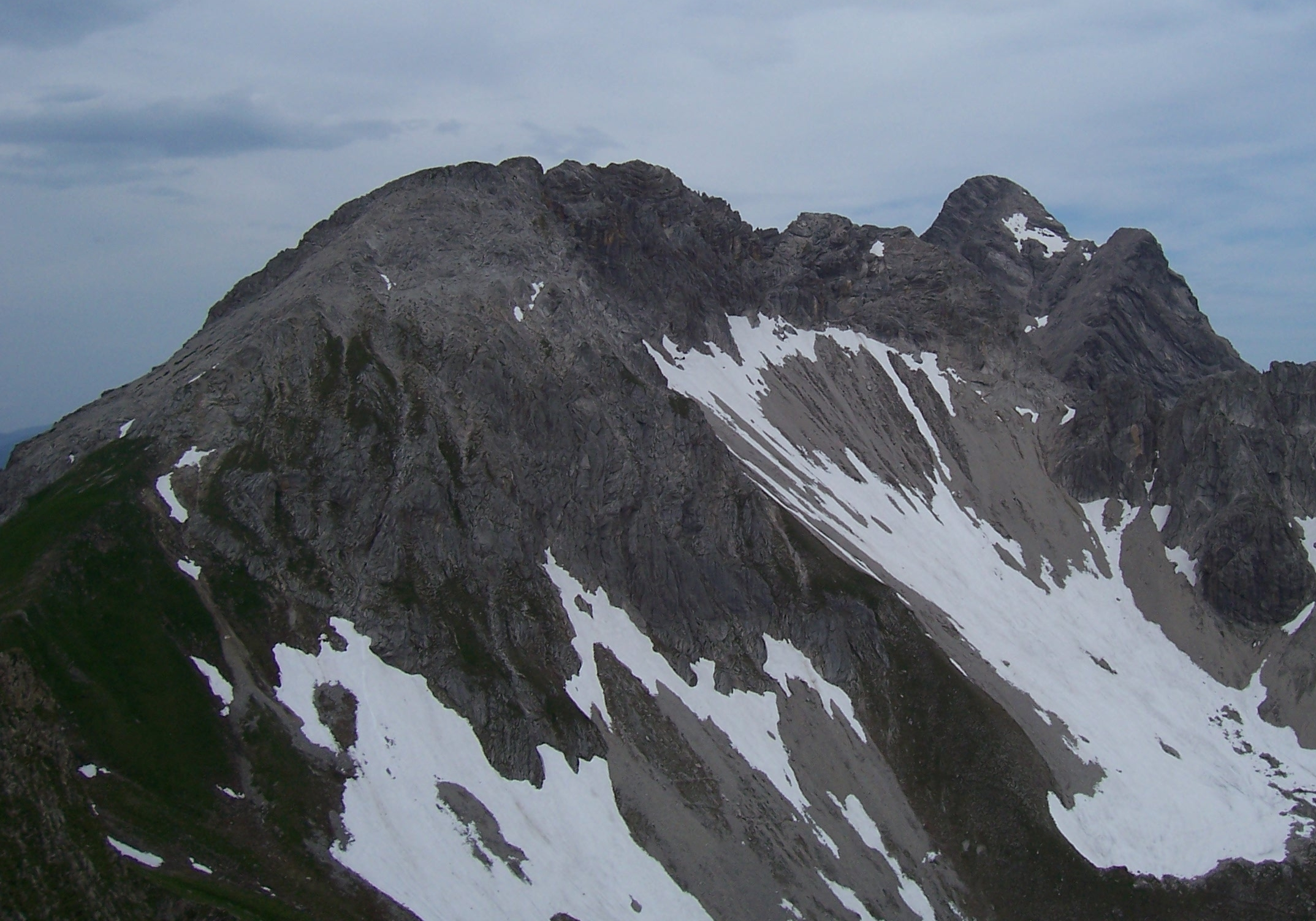

47°18′38″N 10°21′27″E / 47.31056°N 10.35750°E
拉姆施塔爾峰（德語：Ramstallspitze），是奧地利的山峰，位於該國西部，由蒂羅爾州負責管轄，屬於阿爾高阿爾卑斯山脈的一部分，距離大克羅滕山0.8公里，海拔高度2,533米。